# Joachim Beck
Joachim Beck, död 25 januari 1572, var en dansk adelsman.
Joachim Beck var av den själländska adelsätten Beck och innehavare av ättens stamgods Førslev. Han inträdde omkring 1518 i kungens tjänst som sekreterare och omtalas 1539 första gången som räntmästare, en post han kom att inneha över 30 år. Joachim Beck innehade en mängd förläningar, bland annat Everdrup från 1558 och Djurlev från 1563.